# Zero (romance)
Zero é um romance de Ignácio de Loyola Brandão publicado originalmente em 1974, na Itália, após ter sido recusado por várias editoras brasileiras. Sua primeira edição nacional veio apenas um ano depois. Em 1976, foi proibido em todo o país pelo Ministério da Justiça, por ser considerado atentatório à moral e aos bons costumes. Tem como um dos temas principais a repressão e o desejo de liberdade, temática que seria explorada novamente em Não Verás País Nenhum, de 1981. Seu pano de fundo histórico é a Ditadura Militar Brasileira, o mesmo período em que o próprio livro foi escrito.
Foi escolhida pela Revista Bravo, em 2009, como uma das 100 obras mais significativas da Literatura Brasileira.

## Sinopse
Romance de cunho grotesco, no qual Rosa e José, o casal protagonista, nutrem um pelo outro um sentimento de desdém, no qual, ao mesmo tempo em que se enojam, são fisgados por um desejo descomunal em suas noites de prazer. Em meio a um cenário social recheado de aberrações (que trabalham no circo da cidade), entregam-se a uma rotina de tapas e beijos que só pode entreter a eles.